# Erich Hahn (Fußballspieler)
Erich „Witsche“ Hahn (* 27. Mai 1937 in München; † 30. April 2007 ebenda), auch „Witschge“ genannt, war ein deutscher Fußballspieler, der  in Deutschland, in der Schweiz und den Vereinigten Staaten fußballerisch aktiv war.

## Karriere

### Beginn
Hahn gehörte mit 18 Jahren dem Kader des FC Bayern München an, für den er erstmals im Seniorenbereich 1955/56 in der 2. Oberliga Süd zum Einsatz kam. In dieser trug er mit 13 Toren in 25 Punktspielen zum Aufstieg in die Oberliga Süd 1956/57 bei. In der seinerzeit höchsten Spielklasse absolvierte er 26 Punktspiele und erzielte elf Tore. Zudem bestritt er das Ausscheidungsspiel im DFB-Pokal-Wettbewerb, das er mit der Mannschaft am 4. August 1957 mit 4:1 beim Spandauer SV in Berlin gewann, wobei er mit zwei Treffern die Bayern in Führung brachte. In seinen letzten beiden Spielzeiten für die Bayern wurde er elf- bzw. 14 Mal eingesetzt, wobei ihm noch sieben bzw. acht Tore gelangen. Anfang Oktober 1958 im Heimspiel gegen den SSV Ulm 1846 täuschte er eine Verletzung vor um sich so rasch vom Stadion zu entfernen. Er wurde darauf beim Trabrennen in Daglfing gesichtet, was ihm eine vereinsinterne Sperre eintrug. Schon vorher hatte er den Bundestrainer Sepp Herberger einmal verprellt, als er dem erklärte, er könne wegen eines Trabrennens nicht an einem Lehrgang der Nationalmannschaft teilnehmen.

### Fortsetzung in der Schweiz und Österreich
Nach vier Oberligaspielzeiten wechselte für eine Ablösesumme von DM 15.000 Hahn zum FC Luzern, für den er zwei Spielzeiten in der Nationalliga A, der höchsten Spielklasse in der Schweiz, absolvierte und diese als Fünfter und Achter beendete. Er gewann als Halbstürmer mit Luzern unter dem deutschen Trainer Rudi Gutendorf am 8. Mai 1960 das Finale um den Schweizer Cup mit 1:0 gegen den FC Grenchen.  International kam er bei der ersten Ausspielung des Europapokal der Pokalsieger-Wettbewerbs zum Einsatz, als er mit der Mannschaft im Viertelfinale, damals praktisch die erste Runde, mit 2:9 nach Hin- und Rückspiel gegen den AC Florenz, dem späteren Sieger, ausschied. Beim 2:6 in Florenz erzielte er dabei den Zwischenstand zum 2:5.
Im Dezember 1960 wurde Erich Hahn von der Transfer Kommission des Schweizerischen Fussball- und Athletikverbandes für zehn Spiele gesperrt, weil er keiner geregelten Arbeit nachkommen wollte, was mit dem vorprofessionellen Fußball der damaligen Schweiz nicht kompatibel war.
Im Februar 1961 verließ Hahn Luzern, der sich in der Schweiz auch das Image eines unbootmäßigen Schluckspechts erwarb, oder wie Rudi Gutendorf es formulierte: „Seine Mentalität war mit der Innerschweiz nicht kompatibel.“ Er meinte aber auch: „Er ist der beste Fussballer, den Luzern je gesehen hat.“ Bis zum Ende der Saison 1960/61 spielte er für den österreichischen Erstligisten SV Austria Salzburg. Am Saisonende war die Austria – trotz zehn Treffern von Hahn in 13 Spielen – Zwölfter der vierzehnvereinigen Staatsliga und stieg somit ab.

### Rückkehr nach Deutschland
Nach Deutschland zurückgekehrt, spielte er 1961/62 eine Saison lang für den KSV Hessen Kassel in der 2. Oberliga Süd; er feierte mit Kassel die Meisterschaft und damit den Aufstieg in die Fußball-Oberliga Süd. Im letzten Jahr der alten erstklassigen Oberliga Süd, 1962/63, spielte er für Eintracht Frankfurt in der Oberliga Süd, wo er aber nur in sechs Ligaspielen (drei Tore) zum Einsatz kam. Im Debütjahr der Fußball-Bundesliga, 1963/64, war er zuletzt für Alemannia Aachen in der zweitklassigen Regionalliga West aktiv. Er gewann mit Aachen die Meisterschaft (105:37 Tore), erzielte in 33 Ligaspielen 14 Tore und absolvierte in der erfolglosen Bundesliga-Aufstiegsrunde fünf Spiele mit zwei Toren. Ab 1964/65 ging es für ihn wieder in der Schweiz weiter; er spielte für den AC Bellinzona drei Spielzeiten.
Mit dem KSV Hessen Kassel schloss er die Zweitligasaison als Erstplatzierter ab und trug in 31 Punktspielen, in denen er 20 Tore erzielte, zum Aufstieg in die Oberliga Süd bei.
Für Eintracht Frankfurt krönte er sein Ligadebüt gleich mit seinem ersten Tor, dem Treffer zum 2:0 in der 12. Minute beim 5:0-Sieg im Auswärtsspiel gegen den FC Bayern München am 19. August 1962 (1. Spieltag).
Seine Saison bei Alemannia Aachen krönte er mit der Regionalliga-Meisterschaft, zu der er mit 14 Toren in 33 Punktspielen beitrug. Für die Aachener bestritt er zudem fünf von sechs Aufstiegsspielen zur Bundesliga 1964/65; als Drittplatzierter verpasste seine Mannschaft allerdings den erhofften Aufstieg.

### Ende
Daraufhin ging er wieder in die Schweiz, diesmal zum Tessiner Verein AC Bellinzona. Mit dem stieg er aber gleich nach seiner ersten Saison als Vorletzter in die Nationalliga B ab, wobei er in 19 Spielen zwei Tore erzielte. In der darauffolgenden Zweitligasaison belegte er mit der Mannschaft den vierten Platz. 1966/67 erreichte er mit der Mannschaft den zweiten Platz, der die Rückkehr in die Nationalliga A bedeutete.
Hahn verließ den Verein jedoch vor Ablauf der Saison und begab sich in die Vereinigten Staaten, wo er seine aktive Fußballer-Karriere bei den St. Louis Stars, wiederum unter Trainer Rudi Gutendorf, in der Anfang 1967 gegründeten National Professional Soccer League beendete.

## Erfolge
- Meister der Regionalliga West 1964 (mit Alemannia Aachen)
- DFB-Pokal-Sieger 1957 (mit dem FC Bayern München)
- Schweizer Cup: 1959/60 (mit dem FC Luzern)
- Meister der 2. Oberliga Süd 1962 (mit dem KSV Hessen Kassel)